# De mica en mica s'omple la pica
De mica en mica s'omple la pica és una novel·la negra de Jaume Fuster, publicada per primer cop l'any 1972.
Fuster incorpora en aquesta novel·la l’ús d’un argot català vinculat al món de la delinqüència, gairebé inèdit fins aleshores.
El 1978, el director Carlos Benpar en va adaptar la història al cinema amb el títol El procedimiento. Posteriorment, cinc anys més tard, la pel·lícula es va redistribuir en castellà sota un nou títol: Dinero negro.